# Les Inconnus dans la maison (film)
Pour les articles homonymes, voir Les Inconnus dans la maison.
Pour plus de détails, voir Fiche technique et Distribution.
Les Inconnus dans la maison est un film français réalisé par Henri Decoin, sorti en 1942.

## Synopsis
Hier avocat célèbre, Maître Hector Loursat de Saint-Mars vit retiré dans sa vaste demeure de province et a sombré dans l'alcoolisme depuis que sa femme l'a quitté, voilà dix-huit ans. Il ne s'est pas occupé de sa fille, Nicole, qui a été élevée par la servante de la maison, Fine. Une nuit, une détonation retentit dans la maison. Maître Loursat découvre le cadavre d'un homme dans son grenier. La victime est un repris de justice du nom de Gros-Louis. 
Nicole et les jeunes gens qu'elle fréquente sont interrogés par les enquêteurs.

## Fiche technique
- Titre : Les Inconnus dans la maison
- Réalisation : Henri Decoin
- Scénario et dialogues : Henri-Georges Clouzot, d'après le roman éponyme Les Inconnus dans la maison de Georges Simenon paru en 1940.
- Photographie : Jules Kruger
- Décors : Guy de Gastyne
- Son : Jacques Carrère (Tobis Klangfilm Eurocord)
- Musique : Roland-Manuel
- Montage : Marguerite Beaugé (non créditée)
- Production : Alfred Greven
- Société de production : Continental-Films
- Distribution : Alliance Générale de Distribution Cinématographique (AGDC)
- Pays de production :  France
- Format : Noir et blanc - 35 mm - 1,37:1 - Son : Mono
- Genre : drame
- Durée : 92 minutes
- Dates de sortie : 
  - France : 16 mai 1942
  - États-Unis : 12 octobre 1949 (New York)
- Affiche : Jouineau Bourduge (France)

## Distribution
- Raimu : Hector Loursat
- Juliette Faber : Nicole Loursat
- Jean Tissier : le juge Ducup
- Jacques Baumer : le procureur Rogissart
- Noël Roquevert : le commissaire Alfred Binet
- André Reybaz : Emile Manu
- Jacques Grétillat : le président du tribunal
- Tania Fédor : Marthe Dossin
- Génia Vaury : Mme Laurence Rogissart
- Héléna Manson : Mme Manu
- Marguerite Ducouret : Angèle, la cuisinière
- Gabrielle Fontan : Fine, la vieille bonne
- Lucien Coëdel : le patron du bar
- Marc Dolnitz : Edmond Dossin
- Marcel Mouloudji[1] : Amédée ou Ephraïm Luska
- Jacques Denoël : Marcel Destrivaux
- Raymond Cordy : l'huissier
- Lucien Bryonne : un policier
- Fernand Flament : un policier
- Paul Barge : le gardien de prison (non crédité)
- Martine Carol : une spectatrice aux assises (non créditée)
- Lise Donat
- Daniel Gélin
- Langlois
- Franck Maurice
- Jean Négroni
- Bernard Noël
- Claire Olivier
- Max Révol
- Pierre Ringel : le bègue, fils de charcutier.
- Yvonne Scheffer
- Simone Sylvestre
- Charles Vissières
- Jacques Courtin
- Arthur Devère
- Yette Lucas
- Paul Faivre
- Maurice Salabert
- Georges Gosset
- Pierre Fresnay : voix off du narrateur

## Autour du film
- Après la Seconde Guerre mondiale, certaines voix s'élèvent pour interdire le film jugé antisémite car l'un des accusés porte un nom à consonance israélite « Ephraïm Luska ». Decoin est alors obligé de modifier sa copie sous peine de censure : le personnage interprété par Marcel Mouloudji est rebaptisé « Amédée » dans une version re-postsynchronisée. Mais Raimu étant décédé en 1946, son dialogue ne put être redoublé et il continue d'appeler son client « Ephraïm », le personnage semblant dès lors avoir deux prénoms. Dans le roman de Simenon, le jeune homme se nomme bel et bien « Ephraïm Luska » mais on l'appelle « Justin » pour le différencier de son père qui se prénomme également « Ephraïm »[2].

- Le roman de Simenon a été également adapté au cinéma par Georges Lautner en 1992, L'Inconnu dans la maison avec Jean-Paul Belmondo, et par Rodney Gibbons en 1997, Stranger in the House (en).

- Le court-métrage antisémite Les Corrupteurs de Pierre Ramelot est projeté en première partie du film, qui est resté en exclusivité dix semaines à Paris, et passe ensuite dans de nombreuses salles dont celles de la zone sud[3]